# Nitazoxanida
La nitazoxanida és un fàrmac derivat de la nitrotiazolil-salicilamida amb una activitat antihelmíntica i antiprotozoaria d'ampli espectre. Es considera que el seu mecanisme d'acció és la inhibició de les reaccions de transferència d'electrons dependents de l'enzim piruvat: ferredoxina oxidoreductasa, essencial per al metabolisme dels microorganismes anaeròbics. Té bona actuació contra la criptosporidiosi de Cryptosporidium i Giardia.